# Platforma Moldovenească

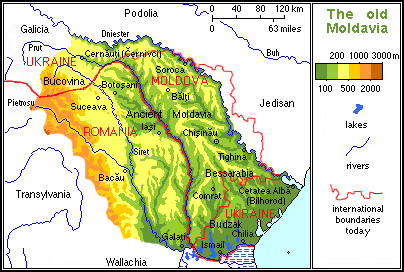

Platforma moldovenească ocupă cea mai mare parte a estului României, ea desfășurându-se între granița de nord a țării, dată în cea mai mare parte de valea Prutului, în est valea Prutului, falia Vasluiului dublată de falia Fălciu-Plopana ca limită sudică, și falia Pericarpatică. 
Întreaga platformă prezintă o înclinare generală de la nord-est spre sud-vest, pătrunzând sub depozitele orogenului carpatic.

## Structură
Din punct de vedere structural, platforma este alcătuită dintr-un soclu Precambrian, în compoziția căruia intră șisturi cristaline străbătute de intruziuni granitice, similare cu formațiunea de Crivoirog. Aceasta apare la zi în Ucraina. În România, soclul a fost interceptat numai în foraje, la adâncimi de peste 900 m. 
Cuvertura sedimentară este alcătuită din depozite sedimentare depuse în mai multe cicluri și cu grosimi variabile. Cele mai vechi depozite sunt cele de vârstă Paleozoic Inferior, reprezentate prin gresii și microconglomerate, care sunt dispuse transgresiv și discordant. Urmează, peste acestea, sedimente depuse mai întâi în ciclul Silurian și apoi în cel Devonian și Carbonifer, predominante fiind argilele, marnele, gresiile, inclusiv cele cu intruziuni de tufite.
După o lacună stratigrafică (pe perioada Triasicului), sedimentarea se reia în Jurasicul Superior (în Malm). Urmează apoi trei cicluri de sedimentare în Cretacic (2 cicluri) și în Paleogen Inferior (un ciclu), predominând calcarele, marnele și nisipurile glauconitice. Menționăm că depozitele cretacice sunt cele mai vechi depozite ce apar la zi, în valea Prutului, între Rădăuți Prut și Mitoc.
După Paleogen urmează o sedimentare amplă și continuă, începând din Badenian și până în Meoțian. În timpul Badenianului s-au depus, mai înâi, depozite grosiere, reprezentate prin conglomerate, și apoi depozite tot mai fine: nisipuri, argile nisipoase, marne grezoase și calcare cu lithotamiu și gipsuri.
Urmează, peste depozitele Badeniene, depozitele Sarmațiene, reprezentative fiind argilele, calcarele recifale, marnele și gresiile, alături de calcare oolitice, ca, de exemplu, calcarul de Repedea, pentru ca succesiunea să se încheie cu un facies deltaic ce l-a înclocuit pe cel salmastru.
În partea sudică a Platformei Moldovenești sunt prezente depozite nisipoase de vârstă Meoțiană, ce prezintă intercalații de cinerite andezitice, ca cele de Nutasca-Ruseni. 
Din punct de vedere structural au fost evidențiate elemente rupturale ce afectează, în principal, soclul cristalin, individualizându-se două sisteme rupturale, un sistem orientat nord - sud, mai vechi, și un altul orientat est - vest.